# Ringelnatzhaus

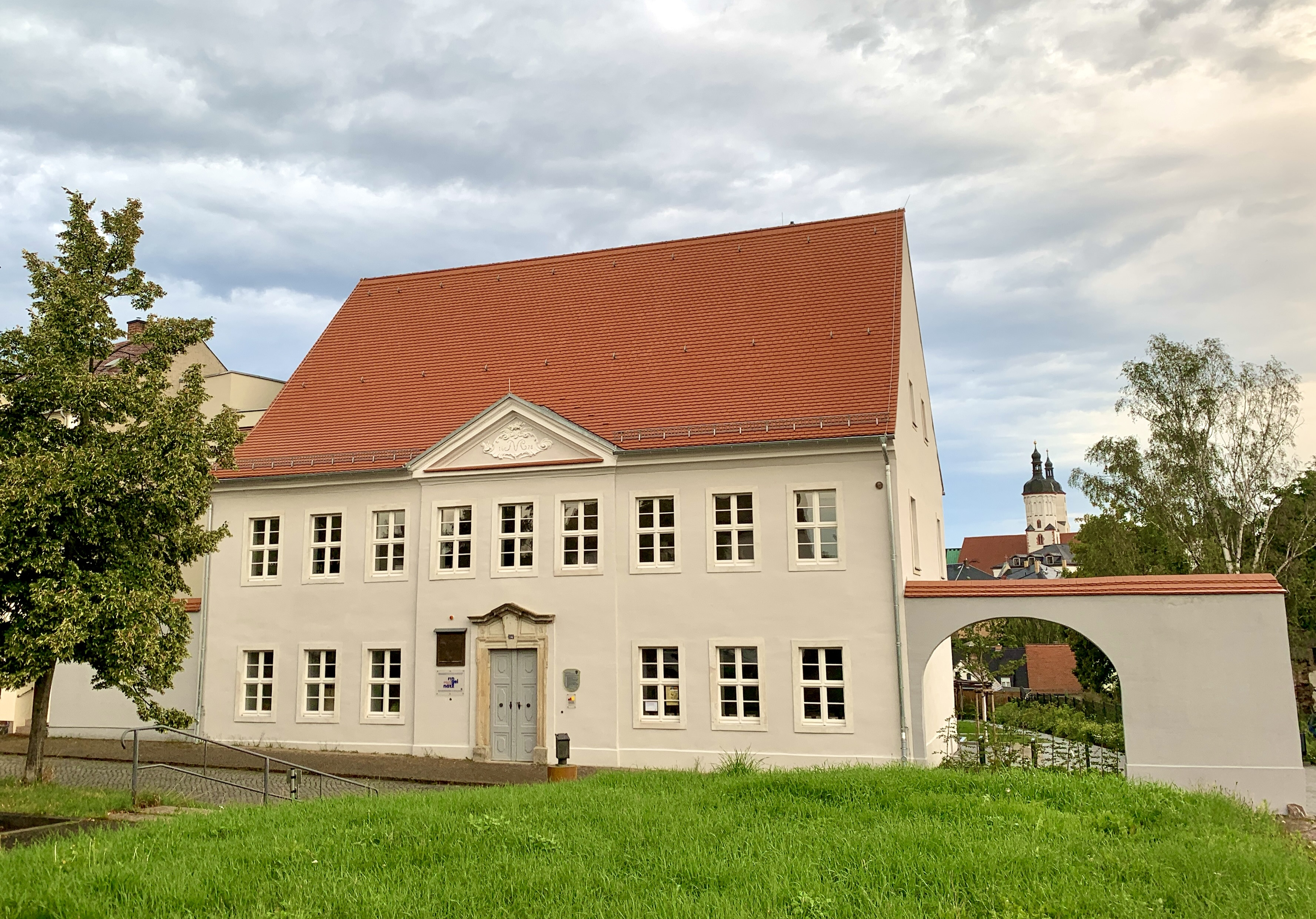
Ringelnatz-Geburtshaus, August 2023

In dem zwischenzeitlich auch als Ringelnatzhaus bekannten  früheren Wohn- und Geschäftshaus im Crostigall 14 im sächsischen Wurzen wurde am 7. August 1883 Hans Gustav Bötticher, der spätere Dichter, Kabarettist und Maler Joachim Ringelnatz um „11 ¾ Uhr“ in einem Zimmer über dem Flur geboren, wie der Geburtsschein der Hebamme belegt. Die Familie Bötticher lebte in dem Haus noch weitere fünf Jahre, bis sie 1888 in die nahe gelegene Messe- und Buchstadt Leipzig umzog. Zur Abgrenzung gegenüber anderen Ringelnatz-Häusern wird es seit der Fertigstellung 2023 Ringelnatz-Geburtshaus genannt.

## Geschichte

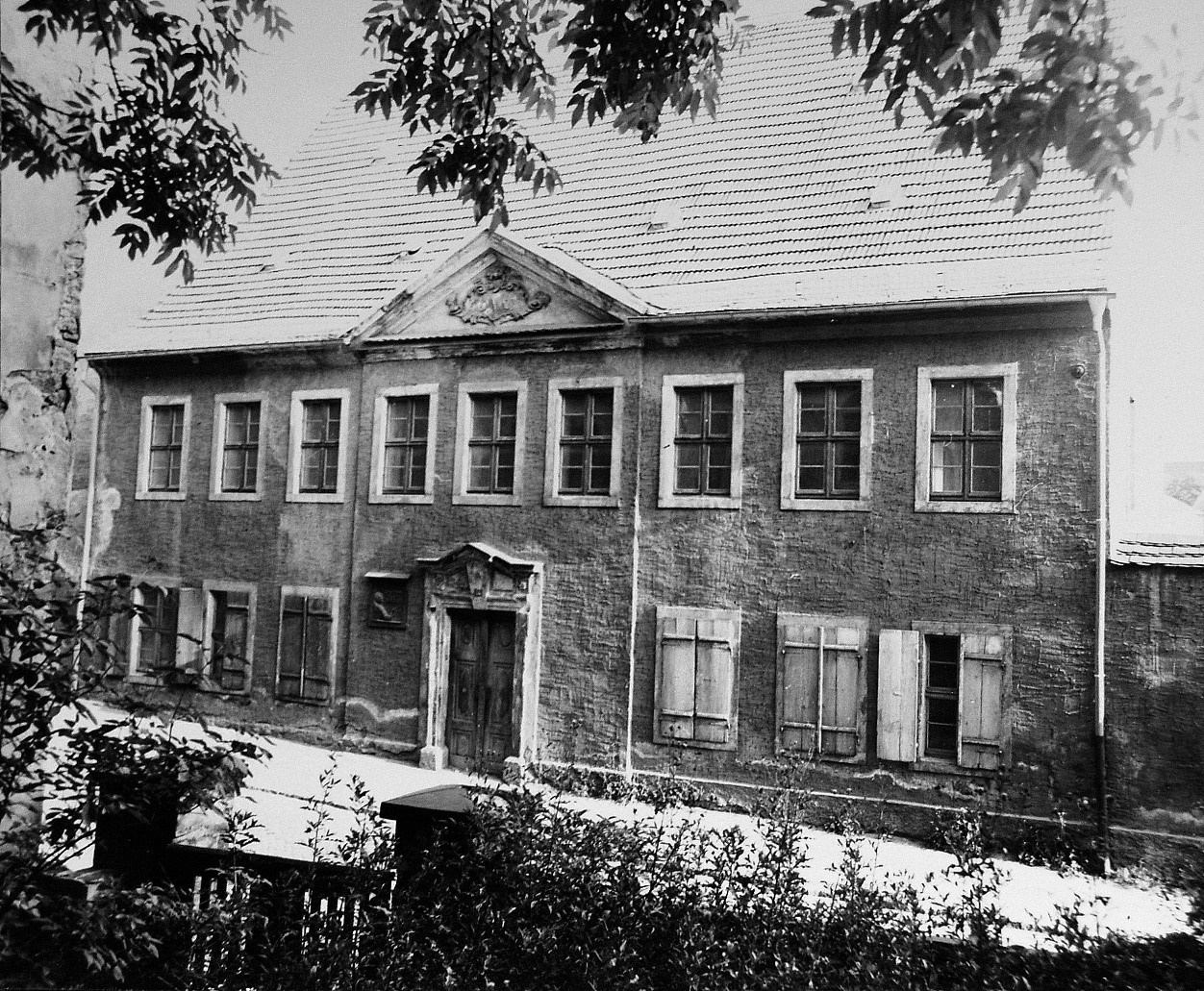
Gebäude vor der Sanierung 1982

Das Gebäude sowie das angrenzende Areal mit Stallung und Garten ist das letzte Beispiel eines der Stadtgüter, die die Stadt Wurzen über Jahrhunderte prägten. Das Gebäude stammt aus dem Barock und ist klassizistisch überformt. Die ersten urkundlichen Nachweise finden sich ab 1511. Die urkundlichen Besitzerwechsel weisen Bleicher, Färber, Transportleute sowie Ansätze zur Industrialisierung aus. Genaue aktenkundliche Nachweise befinden sich in den Staatsarchiven Leipzig und Dresden, im Bauarchiv der Stadt Wurzen, sowie die ersten Nachweise im Lehnbuch des Bischofs Johann von Salhausen im Stiftsarchiv Wurzen.

## Ringelnatz

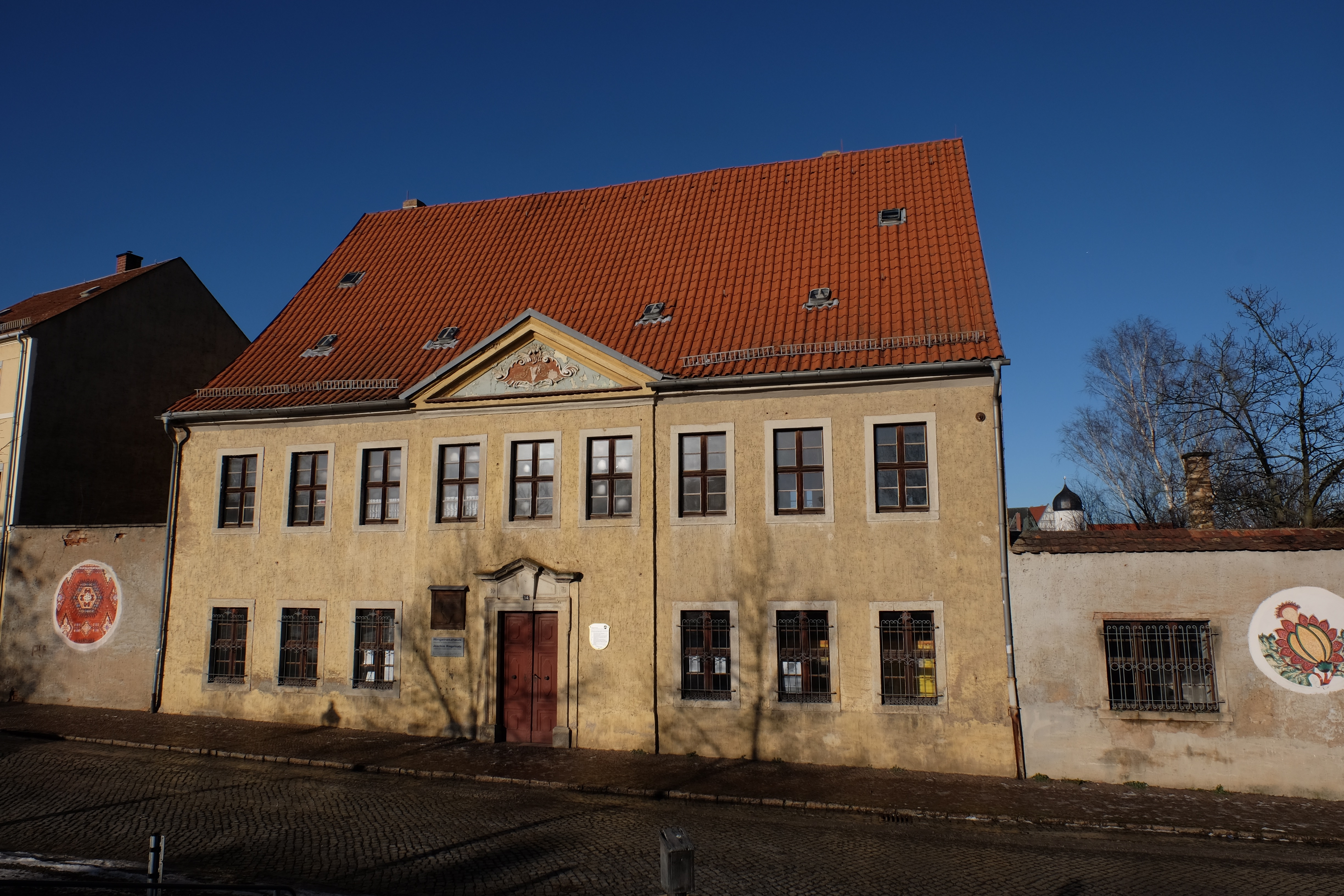
Ringelnatzhaus vor der Sanierung 2016

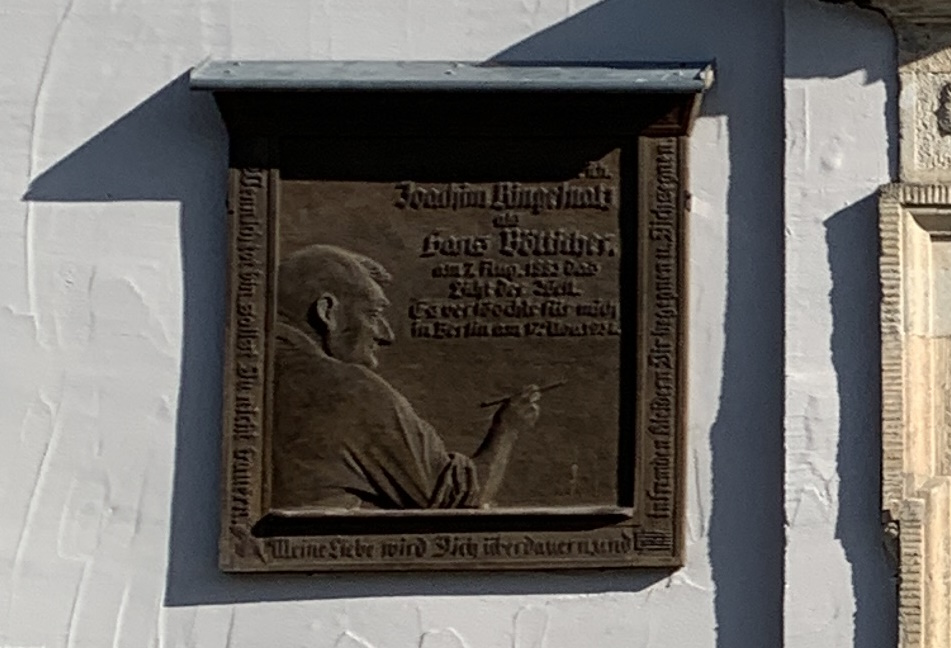
Gedenktafel am Ringelnatz-Geburtshaus

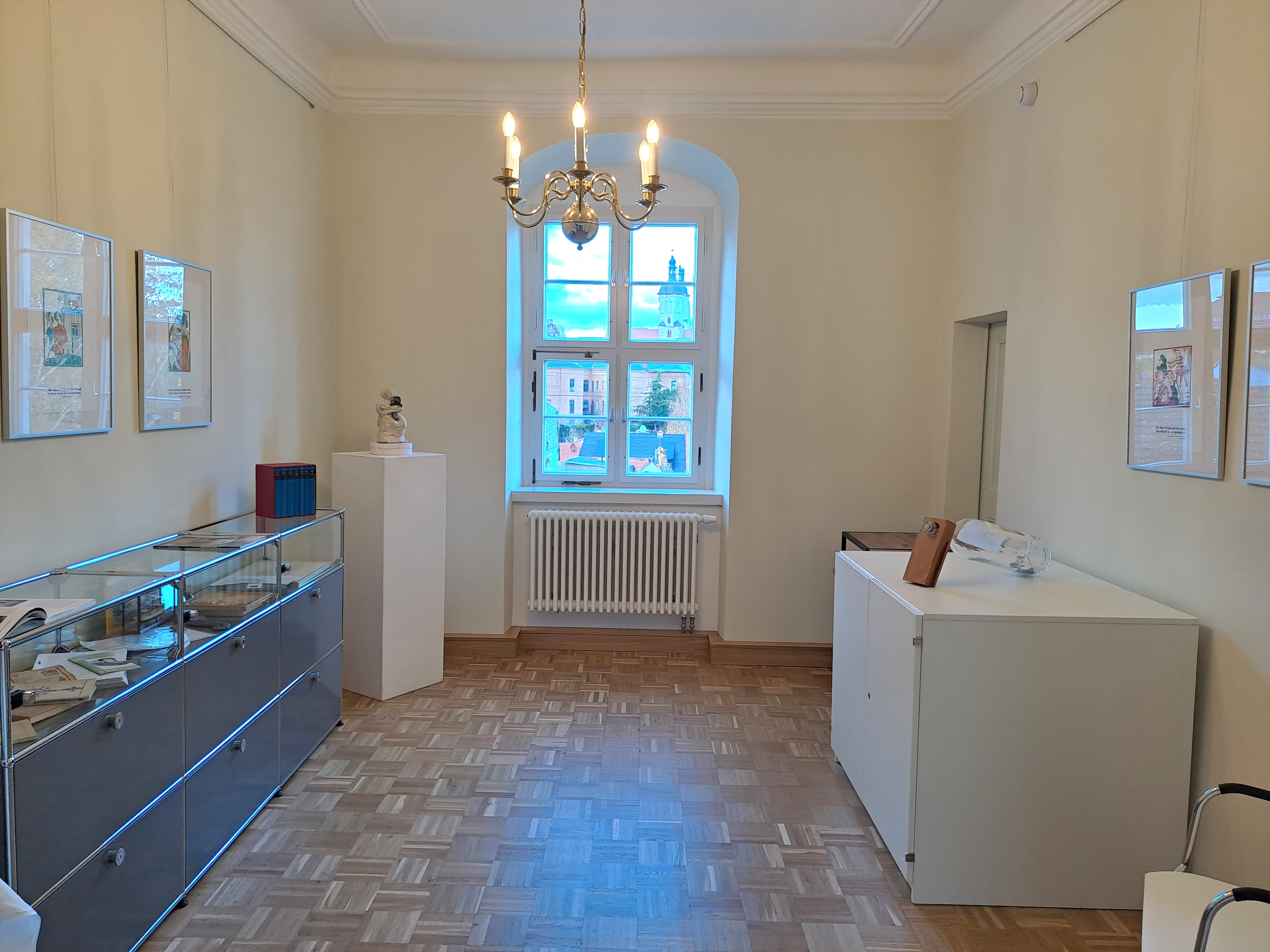
Ausstellungsraum, November 2023

Am Gebäude erinnert eine Gedenktafel an den berühmten Sohn der Stadt. Diese Holzschnitt-Tafel wurde bereits 1945 im Beisein von Ringelnatz’ Schwester Ottilie Mitter und des damaligen Wurzener Museumsleiters am Geburtshaus angebracht. Zum 100. Geburtstag von Joachim Ringelnatz 1983 erhielt das zu diesem Zeitpunkt umfänglich restaurierte Geburtshaus Am Crostigall 14 den Namen „Ringelnatzhaus“. Im Erdgeschoss befand sich in drei Räumen das Ringelnatzmuseum mit Gedenkausstellung, die ehemaligen Wohnräume im Obergeschoss nutzte der „Club der Intelligenz Joachim Ringelnatz“ und im Dachgeschoss waren das Kreissekretariat des Kulturbundes der DDR und die Redaktion der Heimatzeitschrift „Der Rundblick“ untergebracht. Für diese Umnutzung des Gebäudes erfolgten damals gravierende Eingriffe in die Raumstruktur des Obergeschosses.
Kostengründe erzwangen 1994 die Schließung der Ringelnatzausstellung im Crostigall 14 und die Eingliederung der Präsentation in das Kulturgeschichtliche Museum in der Domgasse. Mit der Rekonstruktion des historischen Museumsgebäudes in der Domgasse ist die Ringelnatz-Gedenkausstellung seit 1999 im Kulturgeschichtlichen Museum Wurzen zu sehen. Mit der Auflösung des Kulturbundes ging auch die Aufgabe der Räume im Obergeschoss für kulturelle Veranstaltungen einher. In den Jahren 1995–1999 war im ehemaligen Klubraum vorübergehend das Wurzener Standesamt untergebracht. Aus dem der Stadt Wurzen gehörenden Ringelnatz-Geburtshaus zogen 2015 die letzten Nutzer endgültig aus. Das Haus hatte zwischenzeitlich keinen Wasseranschluss und konnte nicht genutzt werden. Seit Jahren fehlte es an Mitteln zur Sanierung für die nachhaltige Nutzung. Als die Stadt Wurzen im Oktober 2015 Verkaufsabsichten ins Auge fasste, wehrten sich engagierte Vereine und Personen erfolgreich dagegen.

## Gegenwart
Der Joachim-Ringelnatz-Verein e.V. konnte die Stadt Wurzen als Eigentümer des Gebäudes mit seinem  Betreiberkonzept im Frühjahr 2016 davon überzeugen, dass der Verein der Partner für die Entwicklung des Ringelnatz-Geburtshauses ist. Dies bewirkte, dass die Stadträte vom ursprünglichen Anliegen, das Haus zu verkaufen, abrückten und mit Mehrheit die Betreibung des Hauses durch den Verein beschlossen. Nach Unterzeichnung des Mietvertrages im Juli 2016 konnten die notwendigen Grundreparaturen ausgeführt werden. Das Haus hat wieder einen Wasseranschluss, funktionierende Toiletten und eine Heizung. Seit dem Sommer 2016 hat der Joachim-Ringelnatz-Verein e.V. ein Angebot entwickelt und das Haus für regelmäßige Veranstaltungen und Führungen wieder geöffnet. Zur Abgrenzung gegenüber anderen Häusern, in denen Joachim Ringelnatz lebte oder wirkte, wurde entschieden, zukünftig vom „Ringelnatz-Geburtshaus“ zu sprechen.
Im Juli 2019 erteilte der Stadtrat Wurzen Zuschläge für verschiedene Sanierungsarbeiten, auch wenn aufgrund der beschränkten Ausschreibung nicht für alle Lose entsprechende Offerten eingereicht wurden. Der Bauantrag für die Arbeiten am denkmalgeschützten Gebäude wurde eingereicht. Die Gesamtbaukosten belaufen sich auf rund 747.000 Euro, die Stadt Wurzen investiert rund 323.000 Euro als Eigenanteil. Die Sanierungsarbeiten umfassen die Erneuerung von Sanitär-, Heizungs- und Elektroanlage, die Dachdeckung wird erneuert und eine Blitzschutzanlage installiert. Hinzu kommen Wärmedämmungs-, Abdichtungs- und Putzarbeiten an der Fassade sowie notwendige Umbauten an Fenstern und Türen. Im Obergeschoss entsteht Platz für einen etwa 80 Quadratmeter großen Veranstaltungssaal. Hinzu kommen ein Ausstellungs- und ein Leseraum. Im Erdgeschoss sind unter anderem ein Projektraum und ein Vereinszimmer vorgesehen. Im Foyer und im Treppenhaus wird Sandstein verbaut, der Stuck an den Decken wird erhalten, das Gesimse aufgearbeitet und das originale Geländer wieder sichtbar. Die bewilligten Sanierungskosten schließen zudem einen Behindertenaufzug in einem Anbau links am Gebäude ein, der auch die Behindertentoiletten und die Fluchttreppe aufnimmt. Für die barocken Elemente, wie die beiden historischen Türen und den barocken Schmuckgiebel am denkmalgeschützten Geburtshaus, überreichte die Ostdeutsche Sparkassenstiftung gemeinsam mit der Sparkasse Muldental im August 2018 eine entsprechende Förderzusage. Über das Programm „grüne Trittsteine“ hat die Stadt Wurzen zudem Mittel für die Gestaltung des Hofgeländes am Ringelnatzhaus für 2022 eingeplant. Unter dieser Zielsetzung steht auch der geplante „Ringelnatz-Park“, eine öffentliche Begegnungsstätte für kulturelle Veranstaltungen und Lesungen im Freien, aber auch als innerstädtischer Platz zum Verweilen und Besinnen und zum Spielen. Als „grüner Trittstein“ nimmt er dabei eine wichtige Freiraumfunktion im historischen Stadtkern von Wurzen ein und verbindet den Crostigall mit der Postgasse.
Nach Verzögerungen, bedingt durch die Corona-Pandemie und einen zwischenzeitlichen Baustopp durch den Denkmalschutz, wurde das Ringelnatz-Geburtshaus am 21. April 2023 als Literaturhaus und Kunstbühne feierlich wiedereröffnet. Das angestrebte Ziel ist die schrittweise langfristige Entwicklung zu einer literarischen Gedenk-, Begegnungs- und Forschungsstätte für Interessenten und Besucher aus dem deutschsprachigen Raum.[veraltet]

## Auszeichnung
- 2024: Hartmut-Vogel-Preis für Literaturvermittlung